# Angel Palašev
Angel Palašev (Veles, 28. siječnja 1942.) je hrvatski glumac makedonskog podrijetla.

## Filmografija

### Televizijske uloge
- "Na granici" kao Veljko (2019.)
- "Najbolje godine" kao Zvonko (2009.)
- "Zakon!" kao gradonačelnik (2009.)
- "Odmori se, zaslužio si" kao zlatar (2008.)
- "Zabranjena ljubav" kao pijanac Dugi (2006.)
- "Kad zvoni?" kao ravnatelj (2005.)
- "Pozitivna nula" (1990.)
- "Putovanje u Vučjak" kao Icek (1986.)
- "Smogovci" kao postolar Jura (1982. – 1996.)
- "Nepokoreni grad" kao ilegalac (čistač cipela) (1982.)
- "Muka svete Margarite" kao dak / klerik (1975.)
- "Kuda idu divlje svinje" kao Gavro (1971.)
- "Veliki i mali" (1970.)
- "Fiškal" (1970.)
- "Pod novim krovovima" kao Dado (1969.)
- "Dnevnik Očenašeka" kao društveni kroničar #2 (1969.)
- "Letovi koji se pamte" (1967.)

### Filmske uloge
- "Dopunska nastava" kao Profesor Labaš (2019.)
- "Narodni heroj Ljiljan Vidić" kao stariji SS svećenik (2015.)
- "Pušiona" kao odvjetnik Kešedžija (2012.)
- "Noćni brodovi" kao doktor (2012.)
- "Crveno i crno" kao doktor Matej (2006.)
- "100 minuta slave" kao suputnik (2004.)
- "Pont Neuf" kao guslač (1997.)
- "Sedma kronika" kao poštar (1996.)
- "Posebna vožnja" (1995.)
- "Dobro došli na planet Zemlju" kao Ignac (1993.)
- "Jaguar" (1992.)
- "Kad ftičeki popevleju" (1988.)
- "Kako preživjeti do prvog" kao kupac u mesnici (1986.)
- "Evo ti ga, mister Flips!" (1984.)
- "Pijanist" (1983.)
- "Nemir" (1982.)
- "Turopoljski top" kao Štefić (1981.)
- "Aretej" (1978.)
- "Bravo maestro" kao Ivan (1978.)
- "Motel Mjesečina" (1977.)
- "Noćna skela" kao svodnik (1976.)
- "Prepušteni" (1971.)
- "Mirisi, zlato i tamjan" (1971.)
- "Smrtni zvuci" (1970.)
- "Ujak Jim i ujak Billy" (1969.)
- "Prijetnja" (1968.)
- "Gravitacija ili fantastična mladost činovnika Borisa Horvata" kao tip iz birtije (1968.)
- "Tamo gdje bizoni lutaju" (1968.)
- "Agent iz Vaduza" (1968.)
- "Prijetnja" (1968.)
- "Breza" kao mladoženja Zugečić (1967.)
- "Rana jesen" kao srednjoškolac (1962.)

## Vanjske poveznice
- Angel Palašev u internetskoj bazi filmova IMDb-u (engl.)